# 倫敦地鐵S7與S8型列車
倫敦地鐵S7與S8型列車（英語：London Underground S7 and S8 Stock），通常稱為S型列車，是自2010年後倫敦地鐵的一種淺層地底列車，其將取代在大都會線、區域線、漢默史密斯及城市線與環線上自1960及1970年代運行的A60、A62、C69、C77與D78型列車。
列车全部由龐巴迪運輸的德比利特徹奇巷工場製造，總量為192列1403節，包括兩個分支，用於環線、區域線和漢默史密斯及城市線的S7型列車以及大都會線的S8型列車，分別在於座位配置和車輛數量。兩個型號都設有空調設備和低地台以便傷殘人士可無障礙通行，並開放貫通道，容許列車運行時乘客在車廂之間移動。
根據倫敦交通局，S7與S8型列車是英國最大的單一型號列車订单，合共15億英鎊。
列車於2010年7月在大都會線開始營運，2012年7月擴展至漢默史密斯及城市線，2012年9月完全取代大都會線上的A型列車；2013年9月擴展至環線，2014年2月完全取代環線和漢默史密斯及城市線的C型列車；2014年6月開始在區域線上營運，並在2017年4月取代區域線餘下的D型列車。

## 概要
S指的是市郊（suburban），沿用倫敦地鐵淺層路線車輛編號規律：大都會線的A型列車往阿默舍姆（Amersham），C型列車在環線（Circle line）及漢默史密斯及城市線（Hammersmith & City line）上行走，D型列車在區域線（District line）行走。
作為龐巴迪Movia家族一員，S型列車包括133列S7型七節列車供環線、區域線與漢默史密斯及城市線使用，以及58列S8型八節列車供大都會線使用。另外當八節S8型列車進行工程修正和ATC調適時，還有3列額外的八節列車可使用，稱為S7+1，用於大都會線。這些列車形成S7型的七節列車以及另一部S7型的一節車廂，組成八節列車。這些列車沿用S7型的全橫向座位，故此可以與其餘S8型區別。這些列車在2018年重組回七節列車服務環線、區域線和漢默史密斯及城市線。S8型列車在2010年至2012年間逐步投入服務，2012年9月起只以該型號列車運行。
S型列車比過去列車有更高的加速度，達1.3 m/s2（2.9 mph/s），但最高速度只有100 km/h（62 mph），比A型列車稍慢13 km/h（8 mph），仍比C型和D型列車快。過渡期間，S型列車需要控制表現以配合舊款列車的信號系統和避免列車堵塞。S8型列車座位有306席，比A型列車448席下跌了32%，但可容納額外25%站立乘客（1,226名，後者976名），並設有輪椅專用空間。
列车的供电電壓亦由DC 630V升至DC 750 V，此舉容許提升效能，亦額外提供空調以及再生制動所需電力。
現時S型列車在大都會線和區域線全线，以及漢默史密斯及城市線和環線的大部分路段均为手动控制。拉蒂默路至漢默史密斯段在2019年3月轉換為自動控制。

## 特徵

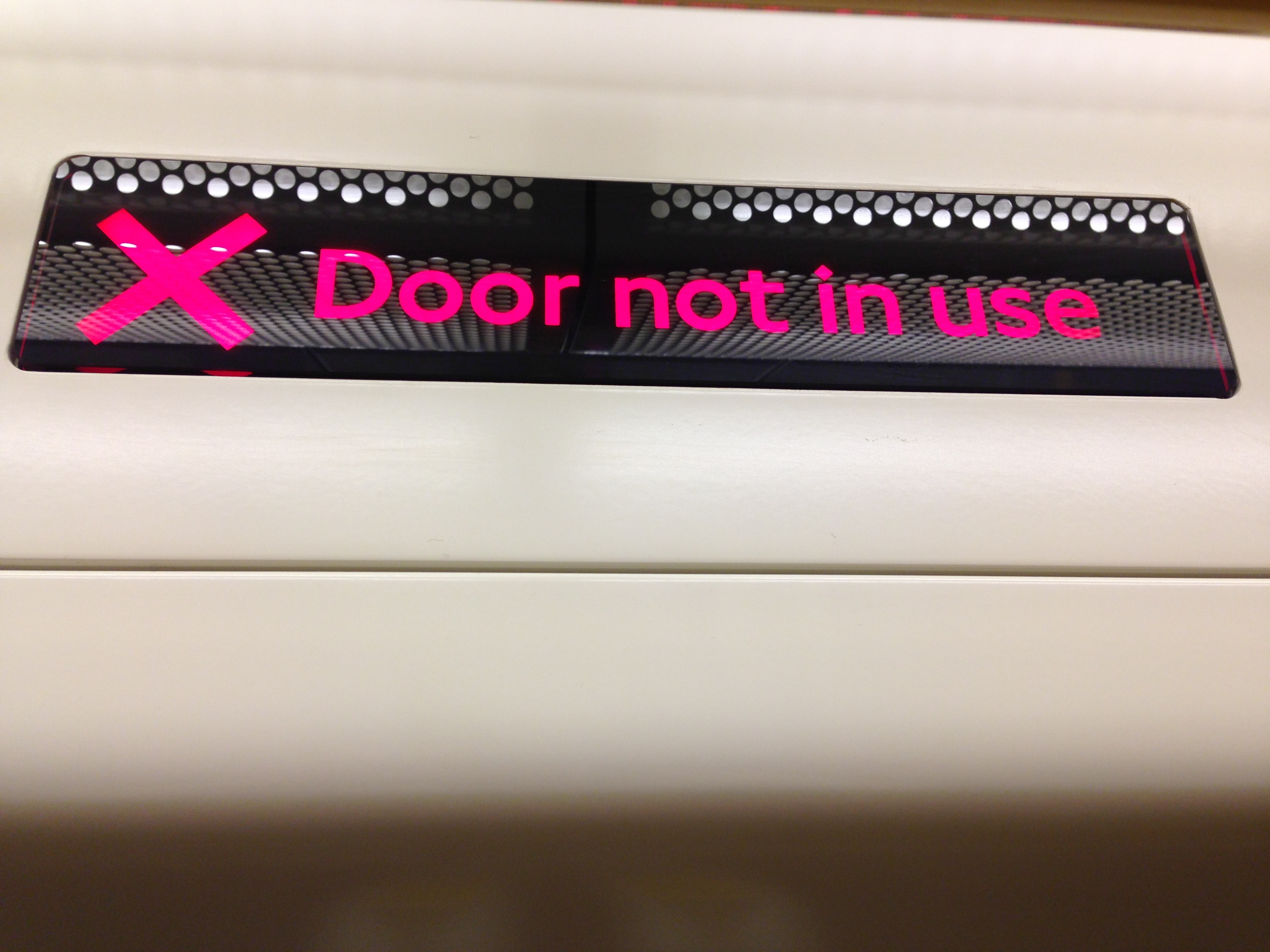
選擇性車門操作（SDO）在部份月台短於列車的車站使用，例如貝克街

S型列車全車設有空調，淺層隧道容許排出熱空氣，而淺層路網三分之二都位於開放空間。S型列車帶有再生制動，回送約20%的能量並提高能源效率。

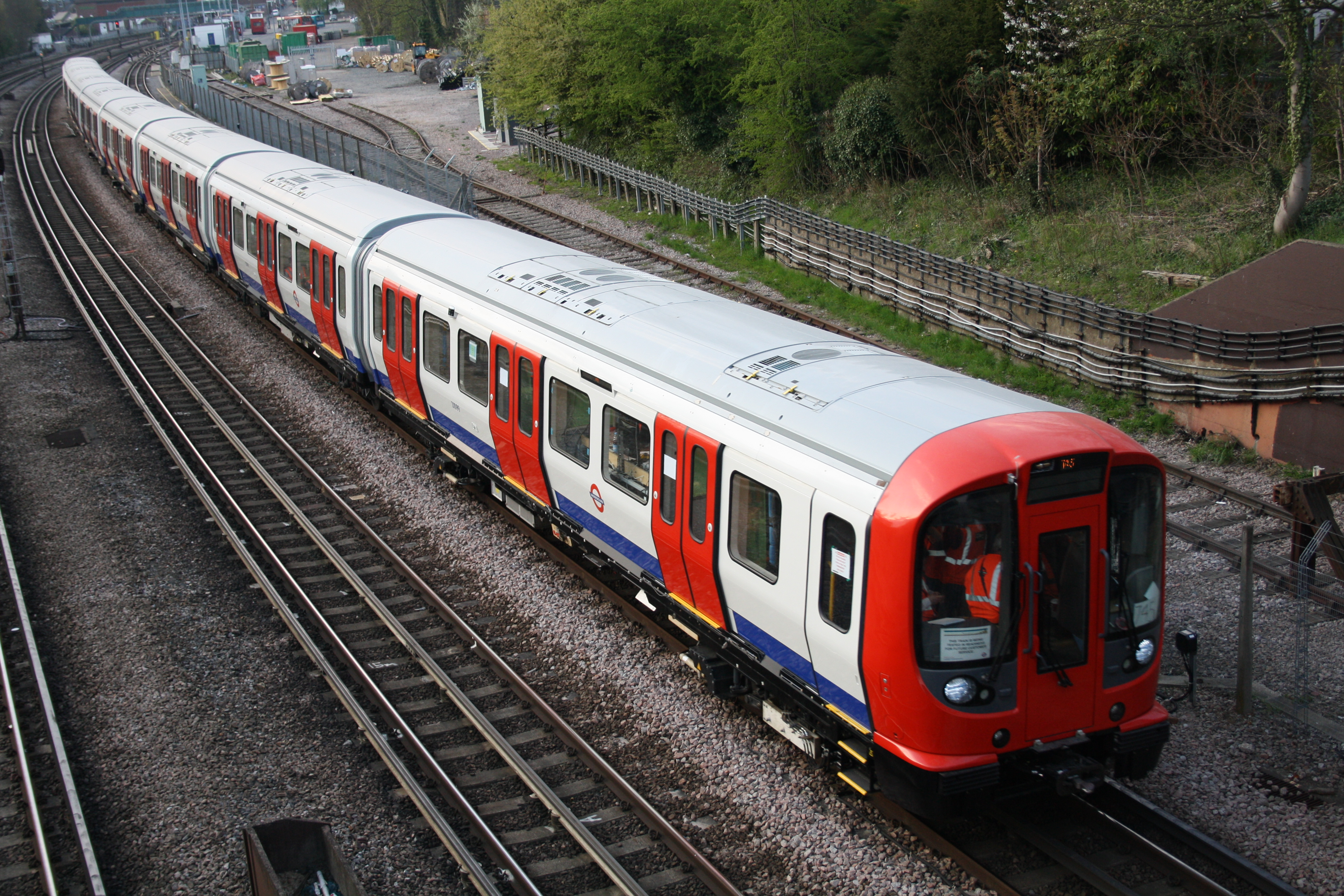
S8型列車在諾斯伍德附近測試

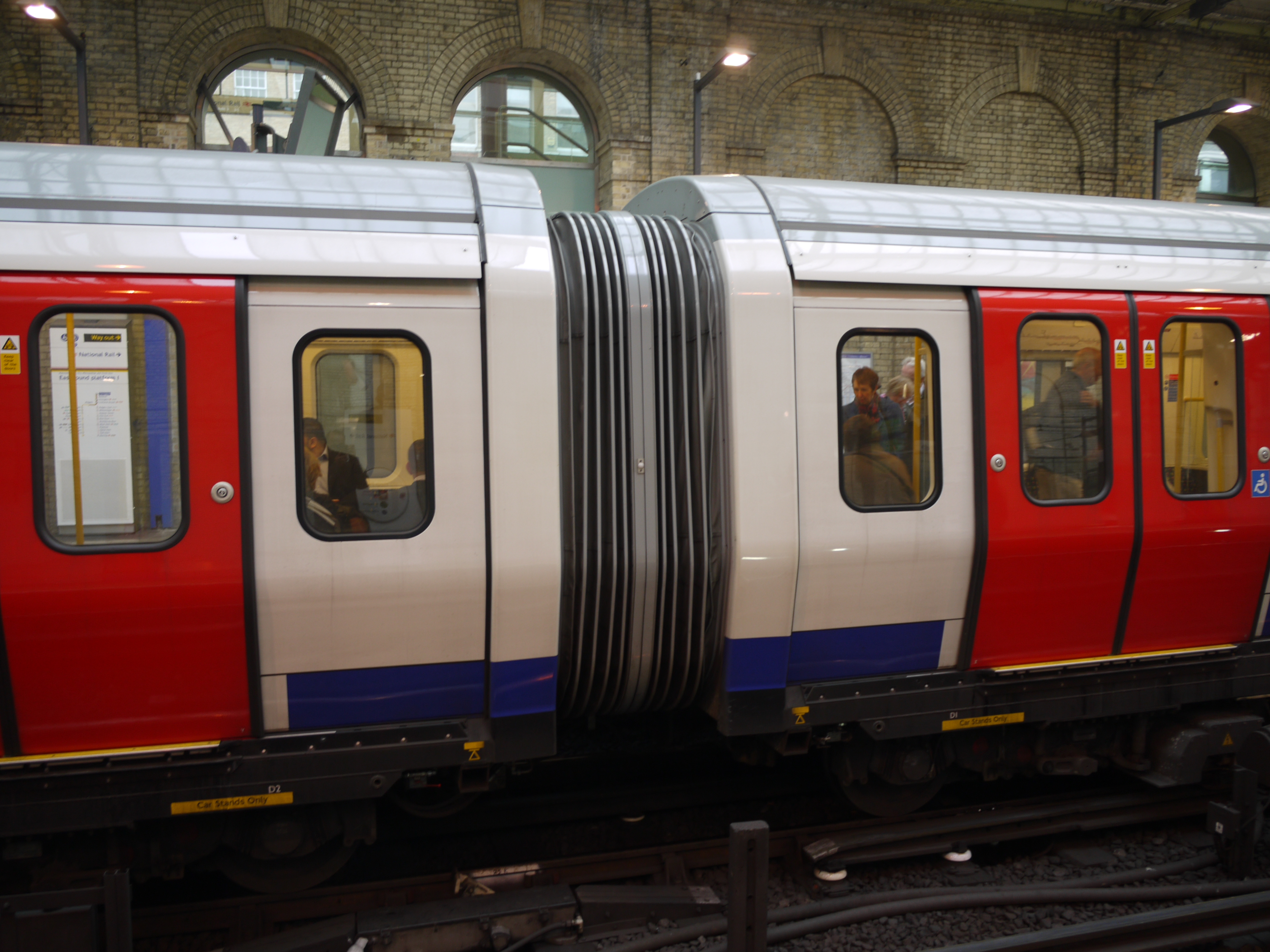
車輛貫通道

車輛兩端的顯示屏顯示兩行文字：上方顯示列車終點站，下方顯示路線名稱。內部而言，S型列車的點陣顯示器比D型列車大（A型和C型列車沒有點陣顯示器）。點陣顯示器顯示終點站和路線，並可顯示其他訊息，如安全通過。外面也設有點陣顯示器，文字交替顯示目的地和路線，S8型列車額外顯示停車規律（快車、半快或各停）。S8型列車是大都會線首列設有點陣顯示器和自動廣播的列車。
S型列車是倫敦地鐵第一款設有空調的列車，由三菱公司提供，並設有兩條電路，其中一條電路短路時仍有50%容量可用。全線都設有貫通道，類似倫敦地上鐵的378型列車以容許乘客由較擁擠的車廂移動到較寬敞的車廂，以提供額外的站立空間来保障人身安全。閉路電視容許司機觀察每節車廂，而軌道至列車視像連接容許司機在離站前觀察列車外部。每個駕駛室都設有摺疊樓梯以便緊急疏散時使用。
S型列車設有懸臂座位以便清潔和取得儲存空間。兩個型號的座位排列有所不同。S7型列車用於城市內線，客量較多，故只使用橫向座位。S8型列車用於遠郊的長距離路線，同時設有橫向和竪向座位，每列列車都設有4個輪椅空間。S7型列車全長117.45（385英尺4英寸），S8型列車則為 133.68米（438英尺7英寸）長。
為避免意外觸碰緊急按鈕，輪椅旁的緊急按鈕設有蓋子。
基於全車均有貫通道，故此所有S型列車皆可在全部淺層路線營運，車站月台短於車輛時可採用選擇性車門操作。S7型列車每列七節，S8型列車每列八節。

### 設計標誌
作為交通設計計劃活動的一部分，2015年10月15日，公眾投票後兩個月，貫通型S型列車獲選為10大最喜愛的標誌設計。

## 外部連結
- S Stock data sheet
- Vehicle 21100 （页面存档备份，存于） on its way for testing at Old Dalby Test Track – part of the first set completed
- Article about the new S7 trains entering service onto the Hammersmith and City Line （页面存档备份，存于）